# John Van Buren (Politiker, 1799)
John Van Buren (* 13. Mai 1799 in Kingston, New York; † 16. Januar 1855 ebenda) war ein US-amerikanischer Jurist und Politiker. Zwischen 1841 und 1843 vertrat er den Bundesstaat New York im US-Repräsentantenhaus.

## Werdegang
John Van Buren wurde kurz vor dem Ende des 18. Jahrhunderts in Kingston geboren und wuchs dort auf. Er graduierte 1818 am Union College in Schenectady. Van Buren studierte Jura, erhielt seine Zulassung als Anwalt und begann dann in Kingston zu praktizieren. 1831 saß er in der New York State Assembly. Zwischen 1836 und 1841 war er Richter in Ulster County. Politisch gehörte er der Demokratischen Partei an.
Bei den Kongresswahlen des Jahres 1840 für den 27. Kongress wurde er im siebten Wahlbezirk von New York in das US-Repräsentantenhaus in Washington, D.C. gewählt, wo er am 4. März 1841 die Nachfolge von Rufus Palen antrat. Er schied nach dem 3. März 1843 aus dem Kongress aus. Als Kongressabgeordneter hatte er den Vorsitz über das Committee on Expenditures des Außenministeriums.
Nach seiner Kongresszeit nahm er wieder seine Tätigkeit als Anwalt auf. Zwischen 1846 und 1850 war er Bezirksstaatsanwalt in Ulster County. Er starb am 16. Januar 1855 in Kingston und wurde auf den Old Houghtaling Cemetery beigesetzt. John Van Buren ist nicht mit dem gleichnamigen Sohn (1810–1866) des ehemaligen Präsidenten Martin Van Buren zu verwechseln, der ebenfalls politisch tätig war. Ein Verwandtschaft dieses John Van Burens mit dem ehemaligen Präsidenten wird in den Quellen nicht erwähnt.